# Wappen der finnischen Region Lappland
Wappen der finnischen Region Lappland

Diese Seite zeigt Wappen der finnischen Städte und Gemeinden der Region Lappland.

## Städte und Gemeinden

Lappland
Enontekiö
Inari
Kemi
Kemijärvi
Keminmaa
Kittilä
Kolari
Muonio
Pelkosenniemi
Pellon
Posio
Ranua
Rovaniemi
Salla
Savukoski
Simo
Sodankylä
Tervola
Tornio
Utsjoki
Ylitornio

- Lappland[1]
- Enontekiö[2]
- Inari[3]
- Kemi[4]
- Kemijärvi[5]
- Keminmaa[6]
- Kittilä[7]
- Kolari[8]
- Muonio[9]
- Pelkosenniemi[10]
- Pellon[11]
- Posio[12]
- Ranua[13]
- Rovaniemi[14]
- Salla[15]
- Savukoski[16]
- Simo[17]
- Sodankylä[18]
- Tervola[19]
- Tornio[20]
- Utsjoki[21]
- Ylitornio[22]

## Wappen aufgelöster und alte Gemeinden

Alatornio
Karunki
Kemijärven maalaiskunta[25] (1954 bis 1972)
Kemijärvi[26] (1960 bis 1972)
Landgemeinde Rovaniemi[27] (1956 bis 2005)
Rovaniemi

## Wappenbeschreibung
1. ↑  In Rot ein mit grüner kurzen Hose bekleideter in Front stehender Wilder Mann mit schwarzem Bart und grünem Haarkranz, eine goldene Keule über der rechten Schulter haltend. Auf dem Schild ruht eine flache Perlenkrone. 
Symbolik: Das Wappen der Landschaft Lappland stammt von dem Wappen der historischen schwedischen Provinz ab und zeigt einen Wilden Mann im roten Schild.
2. ↑  In Blau ein rotbewehrtes und rotgezungtes silbernes Schneehuhn
3. ↑  In Schwarz ein silberner Fisch mit goldenem Hirschgeweih
4. ↑  In Rot und Blau geteilt ist oben ein silberner Anker und unten ein silberner Lachs. Auf dem Schild ruht eine goldene Krone
5. ↑   In Schwarz ein silberner ausgerissener Baumstumpf mit spitzer Bruchstelle von zwei silbernen Sternen begleitet
6. ↑  In Rot ein springender silberner Lachs mit einem silbernen Vorhängeschloss und schwarzem Schlüsselloch im Maul
7. ↑  Unter einem schwarzen eingebogenes Schildhaupt Silber ein laufender rotgezungter und rotbewehrter schwarzer Vielfraß
8. ↑  Aus einer schwarzen Schildfußspitze züngeln fünf rote Flammen ins Silber hinein
9. ↑  In Rot eine Schildfußspitze, über der ein sechszackiger Stern gleicher Tinktur schwebt
10. ↑  In Silber ein blaues fußgespitztes Tatzenkreuz über einem blauen Dreiberg, der über dem Schildfuß steht
11. ↑  In Blau drei (1;2) silberne sechszackige Sterne über einem silbernen Dreiberg
12. ↑  In Schwarz drei keglige silberne Hütten mit rotem Eingang
13. ↑  In Grün ein silbernes Wellenband, über dem eine silberne Säge mit zwei Griffen schwebt
14. ↑   In Grün eine silberne Deichsel mit einmal spitzversetzten Armen, zwischen denen eine gelbe Flamme mit drei Züngeln brennt
15. ↑  In Blau ein gebogenes Band aus Silber
16. ↑  In Schwarz ein entwurzelter goldener Baumrumpf mit aufgesetzter hölzerner goldener Scheune
17. ↑  In Blau sind vier abgeschnittene Lachsschwänze mit der Schnittseite nach innen zum Kreuz geordnet
18. ↑  In Schwarz ein silberner Balken mit einem schmaleren roten überlegt, der an der Oberseite kleine Flämmchen hat. Ein Stern mit sechs Strahlen aus  Silber schwebt über allem
19. ↑  In Rot ein silberner Kranich mit einer goldenen Zwiebel am Lauch im Schnabel
20. ↑  In Silber ein roter Glockenturm mit blauen Dach und rotem Kreuz auf der Spitze und drei kleineren Dachtürmchen mit blauen Dächern und Fenstern
21. ↑  In Schwarz ein bis an die Schildränder reichendes aufgewölbtes silbernes Polarlicht mit einem silbernen vierzackigen Stern darüber
22. ↑  In Silber eine vielstrahlige rote Sonne über einen roten Dreiberg
23. ↑  In Silber mit einem liegenden blauen Bogen und Blau mit einem silbernen Fisch geteilt
24. ↑  In Grün und silberner gewellter Rechtsflanke gespalten. Drei rotgeflosste silberne Fische sind pfahlweise.
25. ↑  In Schwarz ein silberner ausgerissener Baumstumpf mit spitzer Bruchstelle von zwei silbernen Sternen begleitet
26. ↑  In Rot liegen zwei gekreuzte silberne Harpunenspitzen auf einem silbernen offenen Pflug
27. ↑   In Grün eine silberne Deichsel mit einmal spitzversetzten Armen, zwischen denen eine gelbe Flamme mit drei Züngeln brennt
28. ↑  Über einem silbernen spitzen Schildfuß liegt in Blau der silberne gotische Großbuchstabe R unter einem silbernen Polarlicht